# 1965 na política

## Eventos
- 20 de janeiro - Lyndon B. Johnson inicia seu 2º mandato como Presidente dos Estados Unidos, tendo como vice Hubert Humphrey.
- 9 de Fevereiro - Guerra do Vietnã: As primeiras forças de combate dos EUA são enviadas para o Vietnã do Sul.
- 24 de Abril a 9 de Setembro - Guerra Civil na República Dominicana
- 25 de Outubro - Guerra Colonial: Católicos divulgam o Manifesto dos 101, reclamando o respeito pelo princípio da autodeterminação dos povos.
- 27 de Outubro, os partidos políticos brasileiros são cassados pelo artigo 18 do Ato Institucional número 2.

## Nascimentos
| Data          | Nome              | Profissão                                | Nacionalidade   | Observações | Ref |
| ------------- | ----------------- | ---------------------------------------- | --------------- | ----------- | --- |
| 14 de janeiro | Shamil Basayev    | rebelde checheno                         | União Soviética | m. 2006     |     |
| 9 de março    | Antonio Saca      | presidente de El Salvador de 2004 a 2009 | El Salvador     |             |     |
| 4 de agosto   | Fredrik Reinfeldt | político                                 | Suécia          |             |     |

## Mortes
| Data            | Nome                       | Profissão                                                 | Nacionalidade                     | Observações                      | Ref   |
| --------------- | -------------------------- | --------------------------------------------------------- | --------------------------------- | -------------------------------- | ----- |
| 14 de janeiro   | Vespasiano Barbosa Martins | médico e político                                         | Brasil                            | n. 1889                          |       |
| 24 de janeiro   | Winston Churchill          | primeiro-ministro do Reino Unido                          | Reino Unido                       | n. 1874 Nobel da Literatura 1953 | [ 1 ] |
| 13 de fevereiro | Humberto Delgado           | general e político, assassinado                           | Portugal                          | n. 1906                          |       |
| 15 de fevereiro | Malcolm X                  | defensor dos direitos dos negros, assassinado             | Estados Unidos                    | n. 1925                          |       |
| 28 de fevereiro | Adolf Schärf               | político austríaco e presidente da Áustria de 1957 a 1965 | Áustria-Hungria (República Checa) | n. 1890                          | [ 2 ] |
| 5 de julho      | Altino Arantes             | 10º presidente do Estado de São Paulo                     | Brasil                            | n. 1876                          |       |
| 13 de julho     | Laureano Gómez Castro      | Presidente da República da Colômbia de 1950 a 1951        | Colômbia                          | n. 1889                          |       |
| 19 de julho     | Syngman Rhee               | presidente da Coreia do Sul de 1948 a 1960                | Japão (Coreia)                    | n. 1875                          |       |
| 21 de novembro  | Astrojildo Pereira         | fundador do Partido Comunista do Brasil, em 1922          | Brasil                            | n. 1890                          |       |
| ??              | Alfredo Nasser             | político                                                  | Brasil                            | n. 1907                          |       |